# Бен Давид, Мордехай
Мордехай Вердигер (известный как Мордехай Бен Давид, англ. Mordechai Ben David или сокр. MBD, р. 16 апреля 1951) — еврейский певец.
Его отец, Дувид Вердигер, был синагогальным кантором, родившимся в Кракове. Мордехай Бен Давид микширует традиционные хасидские мелодии с современной поп-музыкой. Сын, Идл Вердигер, также выступает на еврейской музыкальной сцене, хотя не достиг высот популярности, каких достиг его отец. Брат — преподаватель идиша Хаим Вердигер, автор учебных пособий по изучению этого языка.
Он живёт в Сигейте, в Бруклине. Последователь Рыбницкого Ребе Хаима-Занвла Абрамовича.

## Дискография
- Mordechai Ben David Sings Original Chassidic Nigunim (1973)
- Hineni (1975)
- Neshama Soul (1977)
- I’d Rather Pray and Sing (1978)
- Vechol Maminim — Songs of Rosh Hashana (1979)
- Moshiach is Coming Soon (1980)
- Ich Hob Gevart (I Have Waited) (1985)
- Mordechai Ben David Live (1981)
- Memories (1984)
- Just One Shabbos (1982)
- Around Тhe Year Vol. 1 (1983)
- Hold On (1984)
- Let My People Go (1985)
- Jerusalem Not For Sale (1986)
- MBD and Friends (1987)
- Jerusalem Our Home — Lekovod Yom Tov (1988)
- The Double Album (1990)
- Moshiach, Moshiach, Moshiach (1992)
- Solid MBD (1990)
- Live in Jerusalem (1989)
- Tomid BeSimcha — Always Happy (1994)
- Special Moments (1994)
- Once Upon a Niggun (1996)
- Chevron Forever (single)(1996)
- Ein Od Milvado (1997)
- The English Collection (1998)
- We Are One (1999)
- Maaminim (2001)
- Kumzits (2003)
- Nachamu Ami (2004)
- Oorah [single] (2005)
- Efshar Letaken (2006)
- Yiddish Collection (2007)
- Anovim Anovim [single] (2008)
- Oorah [single] (2008)

### Песни
- Moshiach, Moshiach, Moshiach
- Anachnu Ma’aminim, Anachnu Ma’aminim
- Somcheinu
- Hiney Ma Tov
- Shiru Lamelech
- Vani Bechasdecha
- Lo Omus